# Buyina
Buyina là một chi nhện trong họ Amphinectidae. 

## Soorten
- Buyina halifax Davies, 1998
- Buyina yeatesi Davies, 1998